# Mario Diks
Mario Diks (26 juli 1977) is een Nederlandse assistent-scheidsrechter die voor de KNVB vlagt. Diks staat sinds 1 januari 2008 op de B-lijst (de een na hoogste categorie voor scheidsrechters) van de KNVB. Hij heeft zijn debuut in de Eredivisie gemaakt op 26 augustus 2007 in de wedstrijd tussen FC Groningen en De Graafschap. De eerste scheidsrechter Jan Wegereef viel na een kwartier spelen uit met een blessure waardoor Diks als vierde official de wedstrijd moest afmaken als scheidsrechter. Als assistent-scheidsrechter was hij actief in de Champions League en op het EK onder 21 van 2015 in Tsjechië, als assistent van Danny Makkelie. Op 13 april 2021 maakte Danny Makkelie bekend niet meer met Diks samen te werken, hij werd vervangen door Jan de Vries.